# 1557
1557 (MDLVII) fue un año común comenzado en viernes del calendario juliano.

## Acontecimientos
- 12 de abril: en Ecuador, los españoles fundan la aldea de Cuenca.
- 30 de abril: Muere Lautaro a manos de la hueste de Francisco de Villagra en la Batalla de Mataquito.
- Junio: la reina María I de Inglaterra se une a su esposo Felipe II de España en su guerra contra Francia.
- 10 de agosto: en San Quintín (Francia), las tropas españolas derrotan a las francesas (Batalla de San Quintín).
- 9 de octubre: en los Andes venezolanos, el conquistador español Diego García de Paredes funda la villa de Trujillo.
- 6 de noviembre: en Chile se libra la batalla de Lagunillas, la primera que las tropas de García Hurtado de Mendoza libraron contra los araucanos del cacique Caupolicán.
- 11 de noviembre: en Chile, el marino español Juan Ladrillero zarpa de Valdivia alcanzando la isla Desolación y entrando al Estrecho de Magallanes.
- En China, el rey de la dinastía Ming autoriza a los portugueses a establecerse en Macao, a cambio de tributos. Estos se retirarán recién en 1999.
- En el Mar Rojo, el general otomano caucásico mameluco Özdemir Pasha (f. 1561) conquista el puerto etíope de Massawa.
- En Gales, el matemático Robert Recorde inventa el signo igual.
- Comienza la guerra entre Rusia y Polonia.
- En el suroeste de Rusia, el jefe cosaco Dimitrash trata de tomar Azov.

## Nacimientos
- (14 de febrero: Vittoria Accoramboni, aristócrata italiana (f. 1585).
- 24 de febrero: Matías de Habsburgo, emperador del Sacro Imperio Romano Germánico.
- 16 de agosto: Agostino Carracci, pintor italiano (f. 1602).
- Balthasar Gérard, asesino de Guillermo I de Orange (f. 1584).
- Thomas Morley, compositor inglés (f. 1602).
- Oda Nobutada, general japonés (f. 1582).
- Giovanni Gabrieli, compositor y organista italiano (f. 1612).

## Fallecimientos
- 2 de enero: Pontormo, pintor italiano (n. 1494).
- 3 de enero: Giacomo Francia, pintor italiano (n. 1486).
- 9 de abril: Mikael Agricola, erudito finlandés (n. c. 1510).
- 21 de abril: Petrus Apianus, astrónomo alemán (n. 1495).
- 30 de abril: Lautaro, jefe militar mapuche (n. ca. 1534).
- 31 de mayo: Juan Martínez Guijarro (cardenal Silíceo), arzobispo español.
- 16 de julio: Ana de Cleves, dama alemana, cuarta esposa de Enrique VIII de Inglaterra.
- 1 de agosto: Olaus Magnus, escritor y religioso sueco (n. 1490).
- 1 de septiembre: Jacques Cartier, explorador francés (n. 1491).
- 27 de septiembre: Go-Nara, emperador japonés (n. 1497).
- 19 de noviembre: Bona Sforza, reina polaca (n. 1494).
- 30 de noviembre: Galvarino, jefe mapuche.
- 13 de diciembre: Niccolò Fontana Tartaglia, matemático italiano (n. 1499).
- Sebastián Caboto, explorador italiano (n. 1476).
- Gonzalo Fernández de Oviedo y Valdés, historiador español (n. 1478).
- Thomas Crecquillon, compositor neerlandés (n. 1490).
- Nicolas de Herberay des Essarts, traductor francés.